# Johan Gustaf Uggla
Johan Gustaf Uggla, född 25 juli 1734, död 23 maj 1798, var en svensk friherre, kammarherre, militär och ämbetsman.

## Biografi
Uggla blev löjtnant vid Värmlands regemente 22 juni 1761, lämnande den militära banan 27 juni 1769 och erhöll majors titel 22 februari 1775. Han var kammarherre hos drottningen Sofia Magdalena från 13 februari 1771 till 30 juni 1773.
Han utsågs till vice landshövding i Värmlands län 1 februari 1779 och ordinarie landshövding 1788 samt lämnade den befattningen 1793. Han blev riddare av Svärdsorden 28 april 1770.
Johan Gustaf Uggla var son till Johan Gustaf Uggla. Han var gift med Johanna Gustava Vilhelmina Fock (1761–1822) och hade med henne sju barn varav två nådde vuxen ålder. Sonen Johan Gustaf var far till Evald Uggla.